# Johann Baptista von Tscharner (Politiker, 1815)
Johann Baptista Friedrich von Tscharner (* 16. März 1815 in Chur; † 11. November 1879 ebenda) war ein Schweizer Jurist und Politiker aus der Patrizierfamilie von Tscharner.

## Leben

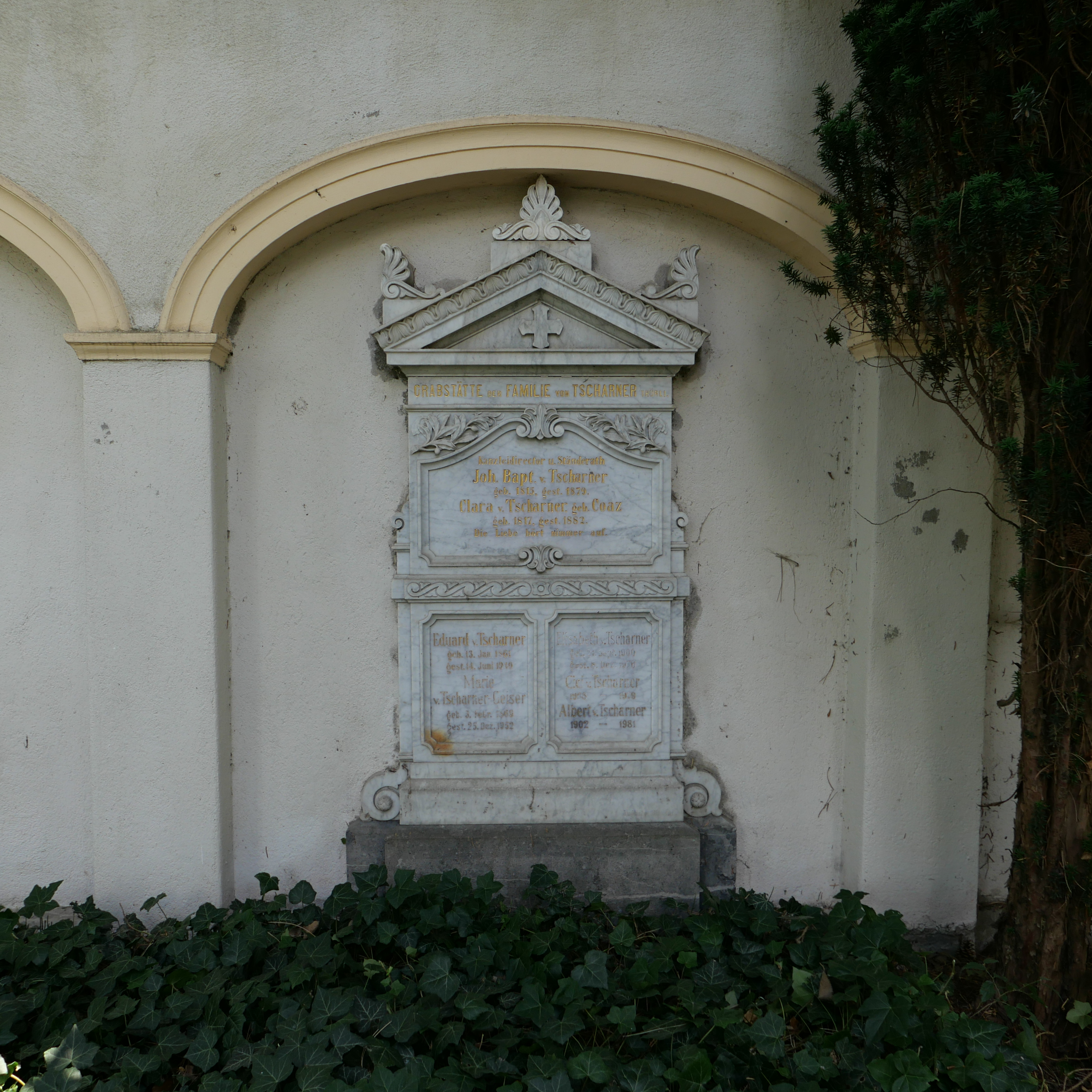
Das Grab von Tscharner, seiner Frau Clara, née Coaz (1817–1882), und Nachkommen auf dem Friedhof Daleu in Chur.

Nach dem Besuch der Stadt- und Kantonsschule in Chur studierte Johann Baptista von Tscharner an den Universitäten Heidelberg und München Rechtswissenschaften. 1836 wurde er in Heidelberg Mitglied des Corps Helvetia. Nach dem Studium liess er sich in Chur als Anwalt nieder. Von 1842 bis 1846 war er Staatsarchivar des Kantons Graubünden. 1846 wurde er Direktor der Staatskanzlei, womit er die zentrale Position in der kantonalen Verwaltung einnahm. Das Amt hatte er bis 1876 inne. Er gehörte zu den Bearbeitern des Bündner Strafgesetzes von 1851. Von 1875 bis 1877 war er Präsident des Bezirksgerichts Plessur.
Als gemässigt-liberaler Politiker gehörte er von 1875 bis 1877 für den Kanton Graubünden dem Ständerat an. Er war Mitarbeiter des Bündner Tagblatts.